# Даглас C-1
Даглас C-1 (енгл. Douglas C-1) био је путничко-транспортни једномоторни, двокрилни авион за превоз 6 путника кога је произвела фирма Даглас (Douglas Aircraft Corporation) 1925. године. 

## Пројектовање и развој
Даглас C-1 је развијен на основу неколико сличних авиона које је Даглас развијао од 1920. године (укључујући ту и „Дагласову светску крстарицу“ која је коришћена за пут око света 1924. године). То је био једномоторни двокрилни авион дрвене конструкције погоњен једним мотором Liberty V-1650-1 снаге 435ph линијског V-распореда цилиндара, водом хлађен. Имао је фиксни стајни трап са два независна самоамортизујуча точка а на репу авиона налазила се дрљача. Пилот и механичар су седели у отвореном кокпиту док је за путнике постојала одвојена затворена кабина у коју су могла да се сместе 6 до 8 путника или 1.100 kg терета. За утовар тешких терета (обично авио мотора) на поду кабине су била доња врата. За утовар путника и лаког терета су служила врата која су се налазила на половини трупа са десне стране авиона. 

### Варијанте авиона Даглас
- — транспортни авион са 6 путника и 2 члана посаде, произведен је 9 примерака ових авиона,
- — то је један од произведених авиона који је служио за тестирање разних мотора, уређаја, ски стајног трапа и сл.
- — повећана и побољшана варијанта авиона C-1, са металним подом кабине, модификованим стајним трапом повећаних димензија и уравнотеженим кормилом правца, произведено је 17 примерака ових авиона

## Оперативно коришћење
Авион Даглас C-1 је први транспортни авиона који је добио ознаку C-1 по првом слову C-Cargo до њега су се транспортни/путнички авиони означавали словом T-Transport. Авиони Даглас C-1 су служили за превоз путника, поште и терета. 
Два од ових авиона су коришћени као танкери за снабдевање авиона у ваздуху. У лету издржљивости који је обављен 1929. године. Тромоторни авион Atlantic Fokker C-2A назван „знак питања“ је поставио рекорд у дужини непрекидног лета који је трајао 150 сати, 40 минута и 14 секунди. За време лета горивом, храном и водом су их у лету снабдевали авиони Даглас C-1. Овај авион је коришћен и као санитетски авион где су уместо седишта постављана носила за рањенике. Ови авиони су били дуго у употреби скоро до пред сам Други светски рат.